# Стара Миява (село)
Стара Миява (словац. Stará Myjava) — село, громада округу Миява, Тренчинський край. Кадастрова площа громади — 17.73 км².
Населення 783 особи (станом на 31 грудня 2020 року).

## Історія
Стара Миява згадується 1955 року.

## Географія
Збудоване водосховище Стара Миява.

## Населення
| Рік:            | 1994. | 2004.   | 2014.   | 2024.   |
| --------------- | ----- | ------- | ------- | ------- |
| Кількість осіб: | 725   | 730     | 733     | 766     |
| Різниця:        |       | +0,68 % | +0,41 % | +4,50 % |

| Рік:            | 2023. | 2024.   |
| --------------- | ----- | ------- |
| Кількість осіб: | 744   | 766     |
| Різниця:        |       | +2,95 % |